# Covas do Douro
Covas do Douro ist eine Ortschaft im Norden Portugals.
Die Gemeinde liegt südlich der Kleinstadt Sabrosa in den Bergen des Alto Douro, dem seit 1756 ältesten geschützten Weinbaugebiet der Welt (seit 2001 UNESCO-Welterbe). In dem Gemeindegebiet liegen zahlreiche Weingüter (Quintas). In Chanceleiros befindet sich die Capela de São Salvador do Mundo.

## Verwaltung
Covas do Douro ist Sitz einer gleichnamigen Gemeinde (Freguesia) im Landkreis (Concelho) von Sabrosa, im Distrikt Vila Real. Am 19. April 2021 hatte die Gemeinde 363 Einwohner auf einer Fläche von 19,7 km².
Folgende Ortschaften liegen in der Gemeinde:
- Pesinho
- Chanceleiros
- Donelo do Douro
- Poça
- Ferrão

## Persönlichkeiten
Der  bekannte Unterhaltungssänger Emanuel wurde 1957 hier geboren.